# Virginia Slims of Washington 1986
Virginia Slims of Washington 1986, також відомий під назвою VS of Washington, — жіночий тенісний турнір, що проходив на закритих кортах з килимовим покриттям GWU Charles Smith Center у Вашингтоні (США). Належав до Світової чемпіонської серії Вірджинії Слімс 1985. Відбувсь уп'ятнадцяте і тривав з 6 до 13 січня 1986 року. Перша сіяна Мартіна Навратілова здобула титул в одиночному розряді.

## Фінальна частина

### Одиночний розряд
Мартіна Навратілова —  Пем Шрайвер 6–1, 6–4

### Парний розряд
Мартіна Навратілова /  Пем Шрайвер —  Клаудія Коде-Кільш /  Гелена Сукова 6–3, 6–4

## Нотатки
1. ↑  Світова чемпіонська серія Вірджинії Слімс 1985 тривала з березня 1985 року до березня 1986-го.[1]